# Rounders

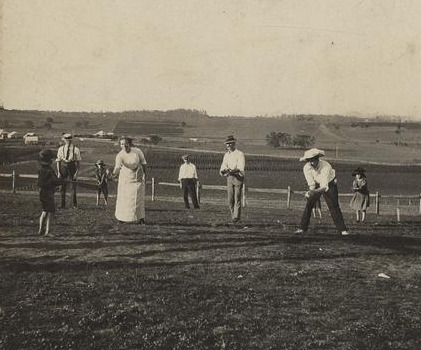
Historische Aufnahme aus Australien, 1913

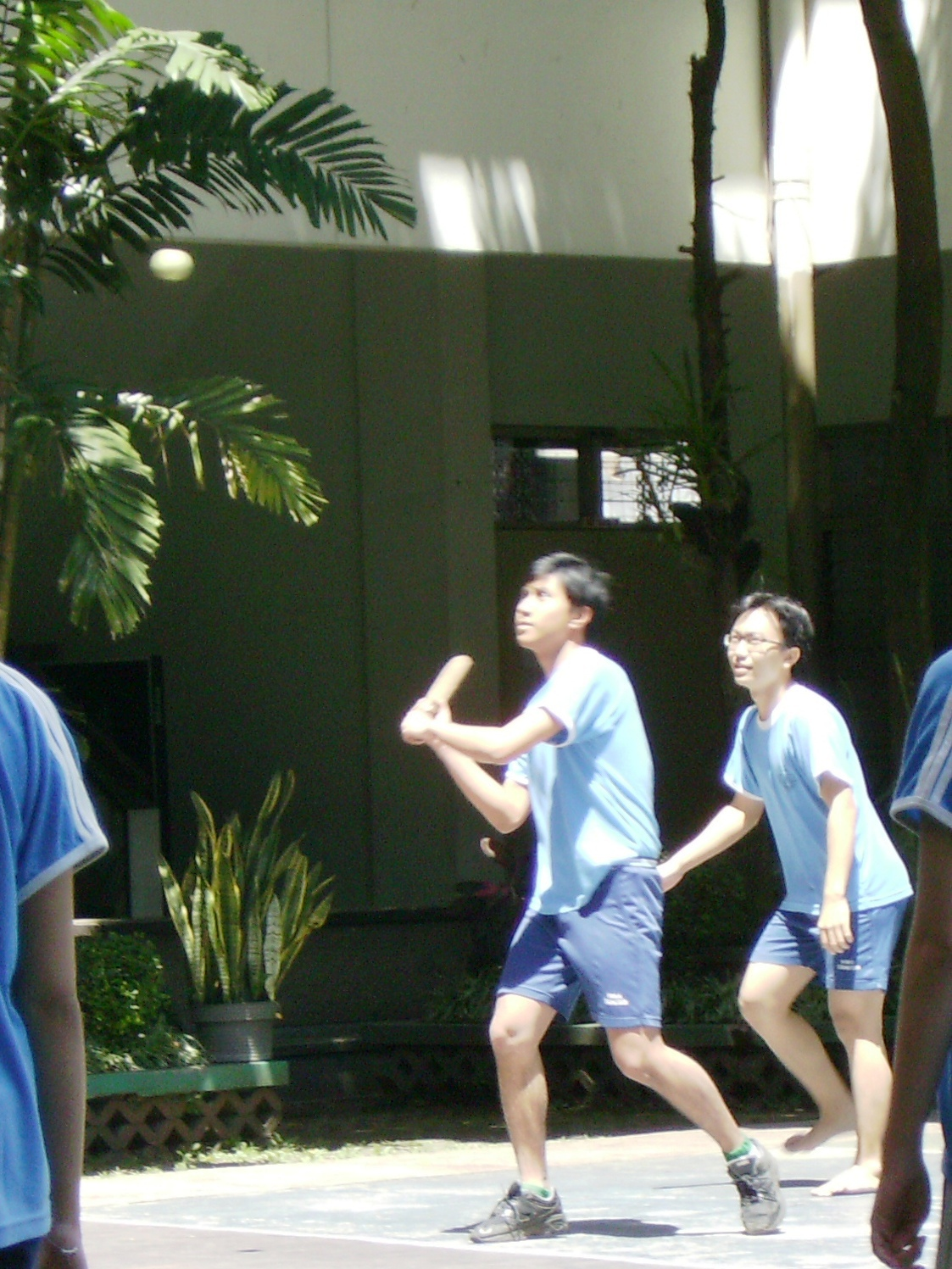
Junge indonesische Roundersspieler

Rounders (ir. Cluiche corr) ist eine Ballsportart (Schlagballspiel) von den britischen Inseln, das bereits 1744 im Kinderbuch A Little Pretty Pocketbook als Baseball bezeichnet wird. Ebenso nennt es Johann Christoph Friedrich GutsMuths 1796 in seiner Sammlung „Spiele zur Übung und Erholung des Körpers und Geistes“: Ball mit Freistätten (oder Das englische Baseball).
Es hat ein (fast) quadratisches Spielfeld mit vier Malen, „Bases“, die umrundet werden müssen. Der als Sliotar bezeichnete Spielball wird außer beim Rounders auch bei den gälischen Sportarten Hurling und Camogie verwendet. Auch die Regeln scheinen dem amerikanischen Spiel sehr ähnlich zu sein. Der Unterschied im Grundriss: Beim englischen Rounders ist das vierte Laufmal nicht identisch mit dem Schlagmal. Der komplette Streckenzug ergibt somit ein offenes Fünfeck. (In Irland hingegen ist die Begrenzung quadratisch. In der Beschreibung bei GutsMuths waren es so viele Male, wie Spieler in einer Mannschaft). In der deutschen Sportliteratur werden zumeist Cricket und Schlagball als Urahnen des Baseball betrachtet. Aber die Unterschiede dieser beiden Spiele zum Baseball sind bedeutend größer als zwischen Rounders und Baseball. Heute erkennen selbst amerikanische Sportler die frappierende Ähnlichkeit zwischen Rounders und Softball.
Rounders wird überwiegend von Kindern und Jugendlichen, besonders in Schulen, gespielt (in Großbritannien etwa 2 Millionen). Erst seit 1943 gibt es einen britischen Dachverband, die National Rounders Association, die sich 2010 in Rounders England Ltd umbenannte. In Irland ist die GAA (Gaelic Athletic Association) zuständig.
Auf internationale Wettkämpfe gibt es keine Hinweise. In Großbritannien existieren Regionalligen (eine davon für Wales), erste „Länderspiele“ (zwischen England, Wales und der Isle of Man) werden seit 1977 ausgetragen. Nationale Meisterschaften gibt es in Großbritannien für Schulmannschaften verschiedener Altersgruppen, in Irland auch für Erwachsene (= Clubs). Darüber hinaus gibt es Turniere, an denen sowohl Länder- als auch Clubmannschaften teilnehmen.